# Bataille du convoi de Malte

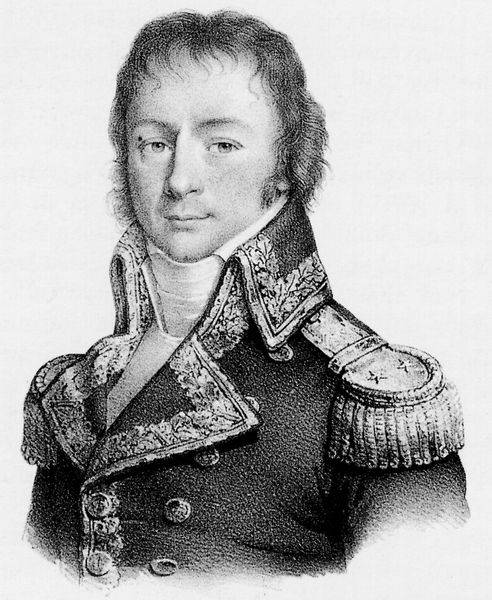
Le contre-amiral Jean-Baptiste Perrée, commandant la flotte venant réapprovisionner la garnison française sous blocus à La Valette.

La bataille du convoi de Malte était un engagement naval faisant partie des guerres de la Révolution française. Il eut lieu le 18 février 1800, durant le siège de Malte. La garnison française de la ville maltaise de La Valette était assiégée depuis dix-huit mois. Elle était bloquée du côté des terres par une armée composée de Britanniques, Portugais, et de troupes irrégulières maltaises. Du côté de la mer, un escadron de la Royal Navy britannique était présent, placé sous le commandement global de Lord Nelson depuis sa base sicilienne de Palerme. En février 1800, le gouvernement napolitain remplaça les troupes portugaises par les siennes, et les soldats furent amenés à Malte par Nelson et Lord Keith, arrivant le 17 février. Depuis le début des années 1800, la garnison française manquait cruellement de vivres. Dans un effort désespéré pour ravitailler la garnison, un convoi, sous le commandement du contre-amiral Jean-Baptiste Perrée, fut organisé à Toulon, chargé de vivres, d'armement et de renforts pour La Valette. Le 17 février, le convoi français approchait Malte depuis le sud-est, espérant longer la côte et échapper au blocus de l'escadron britannique.
Le 18 février 1800, les vigies du navire britannique HMS Alexander aperçurent les Français et les prirent en chasse, suivis par le reste de l'escadron de Nelson tandis que Keith restait au large de La Valette. La plupart des navires français distancèrent leurs poursuivants britanniques, mais un des navires fut rattrapé et forcé à se rendre tandis que le vaisseau amiral de Perrée, le Généreux, fut intercepté par la frégate HMS Success, bien plus petite. Dans l'échange de tirs ouvrant les hostilités, le Success fut gravement endommagé et Perrée mortellement blessé. Le retard causé par cet engagement naval permit au gros de l'escadron britannique de rattraper le vaisseau français qui, devant son infériorité numérique criante, baisse pavillon. Perrée décéda peu après avoir été blessé, et l'approvisionnement français ne parvint pas à Malte, qui put tenir encore sept mois devant une situation de plus en plus délicate, avant de se rendre le 4 septembre 1800.

## Contexte

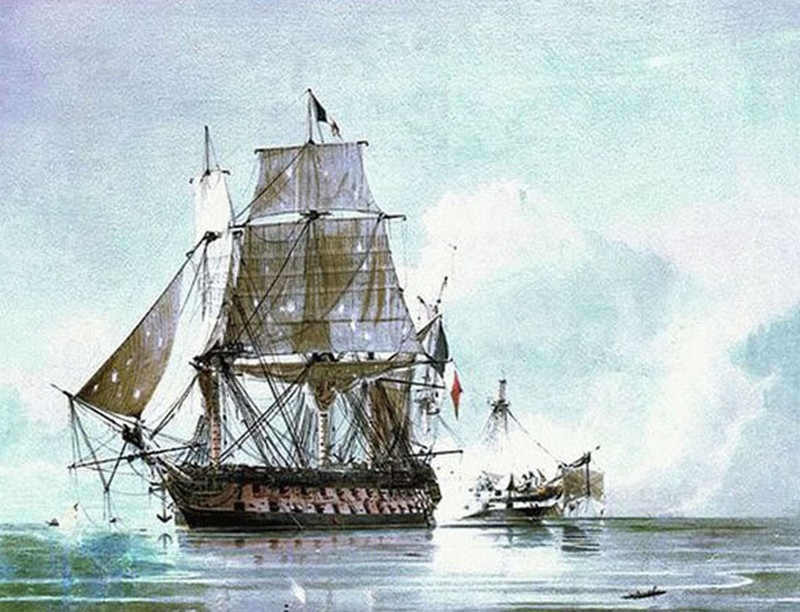
Au premier plan, le Généreux.

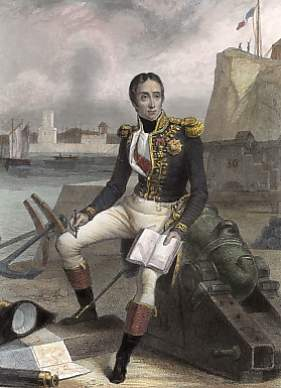
L'amiral Bruix.

### La prise de Malte
En mai 1798, durant les guerres de la Révolution française, une flotte expéditionnaire française formée pour la campagne d'Égypte prend la mer depuis Toulon avec la participation des escadres de Gênes, de Civitavecchia et de Bastia commandées par l’amiral Brueys, sous le commandement en chef du général Bonaparte. Franchissant la Méditerranée, Bonaparte s'empare de l'archipel de Malte en deux jours, les 11 et 12 juin. Après avoir chassé l'ordre de Saint-Jean de Jérusalem et institué sur l'île une administration républicaine, il reprend la mer, en direction du sud-est, pour continuer la mission fixée par le Directoire, pour apercevoir la terre d'Égypte le 30 juin,. Débarquant à proximité d'Alexandrie, Bonaparte captura la ville et progressa à l'intérieur des terres, mettant fin à la première partie d'une campagne planifiée pour l'Asie. Il fut ordonné à la flotte française commandée par le vice-amiral François Paul de Brueys d'Aigalliers de jeter l'ancre dans la baie d'Aboukir, à 32 km au nord-est d'Alexandrie, en soutien de l'armée terrestre. Le 1er août, la flotte mouillée dans la baie fut attaquée par surprise par la flotte britannique placée sous le commandement du contre-amiral Horatio Nelson. Durant la bataille d'Aboukir qui s'ensuivit, onze des treize navires de ligne ainsi que deux des quatre frégates furent capturés ou coulés. Brueys fut tué, et les survivants de la flotte française s'extirpèrent avec peine de la baie le 2 août, se séparant vers la Crète. Le Généreux mit le cap au nord pour gagner Corfou, rencontrant et capturant en chemin le navire britannique de quatrième rang HMS Leander. Les autres navires, le Guillaume Tell et deux frégates placées sous les ordres des contre-amiraux Villeneuve et Decrès, firent voile à l'ouest en direction de Malte, et l'atteignant alors que le blocus de l'île se mettait en place.

### L'occupation française
Sur Malte, la dissolution de l'Église catholique romaine entreprise par les Français était une mesure extrêmement impopulaire parmi les habitants de l'île. Pendant la vente aux enchères d'une propriété de l'Église, le 2 septembre 1798, un soulèvement armé avait éclaté. Devant le soulèvement, la garnison française commandée par le général Vaubois avait battu en retraite dans la capitale La Valette vers la fin du mois. La garnison, comptant environ 3 000 hommes, avait des stocks de vivres limités, et les efforts pour en faire parvenir par voie maritime étaient restreints par l'escadron de navires britanniques et portugais au large du bord. Leur blocus était globalement placé sous le commandement de Nelson, à présent Lord Nelson, basé à Palerme en Sicile. La gestion sur place était effectuée par le capitaine Alexander Ball, se tenant sur le navire de ligne HMS Alexander. En 1799, le blocus fut ponctuellement interrompu en raison d'une combinaison de facteurs tels qu'une production inadéquate de nourriture sur Malte, le manque de ressources et de troupes causés par des engagements ailleurs dans la Méditerranée, et l'apparition d'une flotte française commandée par l'amiral Bruix dans l'est de la Méditerranée. Cependant, en dépit des approvisionnements parvenant au goutte à goutte à la garnison française, les troupes de Vaubois commençaient à souffrir des effets de la famine et des maladies. Plus tard dans l'année, Ball débarqua pour aider les troupes maltaises dans leur siège. Son premier lieutenant, William Harrington, le remplaça aux commandes de l'Alexander.

## Bataille du 18 février 1800

### Les préparatifs
En janvier 1800, reconnaissant que La Valette risquait de se rendre devant le manque de provisions, la marine française organisa un convoi à Toulon. La flotte était composée du Généreux, de la frégate Badine, des corvettes Fauvette et Sans Pareille, et de deux ou trois bateaux de transport. Cette flotte était commandée par le contre-amiral Jean-Baptiste Perrée, et avait ordre d'approcher La Valette en longeant la côte maltaise depuis le sud-ouest, dans le but de passer entre l'escadron du blocus et les côtes pour parvenir à Malte avant que les Britanniques puissent les découvrir et les intercepter. Le convoi prit la mer le 7 février. En plus du ravitaillement, le convoi transportait environ 3 000 soldats français devant renforcer la garnison. Cependant, il s'agissait d'une mesure qui n'était pas nécessaire et entrerait en conflit avec le réapprovisionnement des vivres de la garnison.
Tandis que les Français organisaient leur opération de ravitaillement, la marine britannique se préparait à remplacer les 500 soldats d'infanterie de marine portugais se trouvant à Malte par 1 200 Napolitains fournis par le roi Ferdinand. Pendant ce temps, Nelson faisait passer les obligations de son commandement, le blocus, après les jeux politiciens de la cour napolitaine, et encore après Lady Emma Hamilton, la femme de l'ambassadeur britannique William Hamilton. Il fut ordonné à Nelson d'accompagner le convoi napolitain. Cet effort de renforcement était dirigé par le vice-amiral Lord Keith, supérieur de Nelson et commandant en chef dans la Méditerranée, sur son vaisseau amiral, le Queen Charlotte.

### Le combat naval

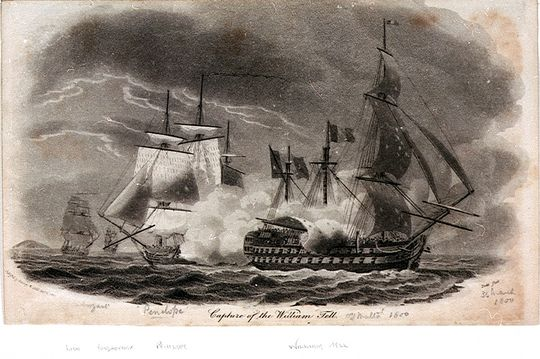
En arrière-plan, le Foudroyant.

Le convoi de Keith arriva au large de Malte pendant la première semaine de février 1800, et débarqua les troupes napolitaines à Marsa Sirocco. Stationné au large de La Valette le 17 février, Keith eut vent par la frégate HMS Success qu'un convoi français était en approche de l'île, venant de la direction de la Sicile. Le Success, commandé par le capitaine Shuldham Peard, avait reçu l'ordre de surveiller les eaux autour de Trapani.
Découvrant les navires français, c'est-à-dire le convoi de Perrée venant de Toulon, Peard les prit en filature pendant leur approche de Malte. Lorsqu'il reçut le message, Keith lança rapidement l'ordre au HMS Lion de couvrir le canal entre Malte et l'île côtière de Gozo pendant que le vaisseau amiral de Nelson, le HMS Foudroyant, accompagné du HMS Audacious et du HMS Northumberland, rejoignait l’Alexander au large de la côte sud-est de Malte. Keith lui-même resta au large de La Valette, à bord du Queen Charlotte, observant l'escadron dans le port.
À l'aube, le 18 février, les vigies de l’Alexander aperçurent le convoi français voguant le long des côtes maltaises vers La Valette, et les prirent en chasse, pendant que les trois vaisseaux de Nelson restaient en vue au large. À 8 h, le navire de transport Ville de Marseille, fut rattrapé et se rendit face au vaisseau du lieutenant Harrington. Les autres navires plus petits changèrent de cap à 13 h 30, prenant la mer, conduits par le Badine. Le Généreux ne fut pas capable de suivre, car faire ainsi aurait conduit le navire français au combat avec l’Alexander. Ainsi, le Généreux tint sa position, ce qui ne permit pas à l’Alexander d'engager facilement le combat, mais donna au capitaine Peard sur le Success l'opportunité d'engager la lutte avec le navire français, en portant son petit bateau par le front du navire de ligne et en ouvrant un feu nourri.

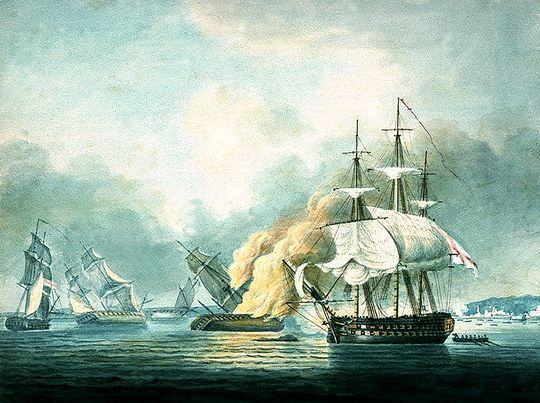
Sur la droite, le Northumberland.

Peard arriva à lâcher plusieurs bordées contre le bateau de Perrée avant que celui-ci puisse virer pour riposter. Le Généreux fut endommagé au gréement et sur les mâts, mais Perrée n'était plus aux commandes : un coup de la première bordée lui avait envoyé des éclats dans l'œil gauche, le rendant temporairement aveugle. Restant sur le pont, il cria à l'équipage « Ce n'est rien, mes amis, continuons notre besogne », et donna l'ordre que le bateau se tourne lorsque la seconde bordée arracha sa jambe droite au niveau de la cuisse. S'écroulant sur le pont, Perrée décéda peu après sans reprendre connaissance.
Bien que le Success soit sévèrement endommagé et à la dérive, le retard avait permis au vaisseau amiral de Nelson, le Foudroyant commandé par le capitaine Edward Berry, et au Northumberland du capitaine George Martin, de se porter à la rencontre du Généreux à 16 h 30. Le Foudroyant tira deux coups contre le navire de guerre français. Les officiers français démoralisés tirèrent une bordée vers les vaisseaux britanniques s'approchant, puis se rendirent. Les vaisseaux français restants s'étaient échappés au large et parvinrent finalement à Toulon, tandis que l'escadron britannique consolidait ses prises et retourna avec Keith au large de Toulon. Les pertes britanniques dans la bataille furent un tué et neuf blessés, tous à bord du Success, tandis que la seule perte française était Perrée. La mort de Perrée rencontra un accueil mitigé dans l'escadron britannique : certains regrettaient sa mort, comme un « homme vaillant et compétent », tandis que d'autres le considéraient « chanceux d'avoir regagné son honneur » après avoir violé sa parole donnée lors de sa capture l'année précédente.

## Répercussions

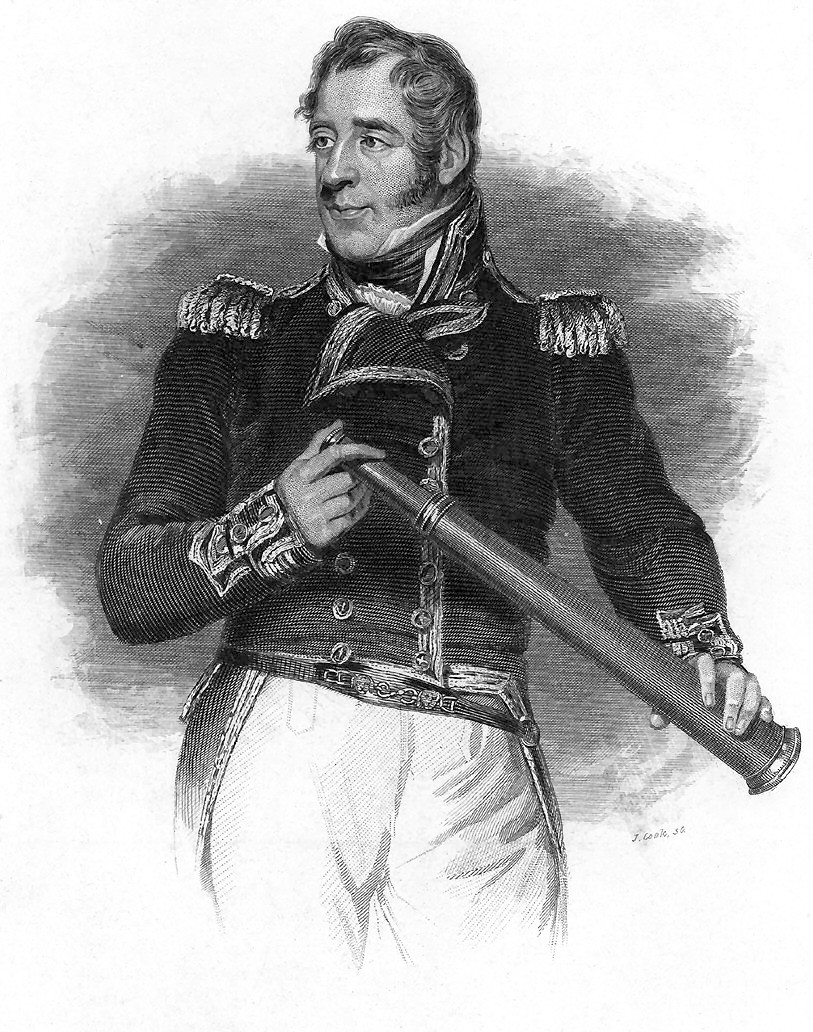
Le lieutenant Lord Cochrane, qui emmena le Généreux pour réparation à Minorque.

Le navire français s'étant rendu fut pris par Edward Berry, qui avait déjà été à bord du navire comme prisonnier de guerre à la suite de la capture du Leander en 1798. Nelson, en particulier, fut satisfait de la capture du Généreux, un des deux navires français de ligne à avoir échappé à la bataille d'Aboukir deux ans auparavant. Le navire français n'était que légèrement endommagé, et fut envoyé à Minorque pour y être réparé, sous le commandement du lieutenant Lord Cochrane et de son frère, l'aspirant Archibald Cochrane du Queen Charlotte. Durant la traversée, le bateau fut pris dans une tempête violente, et ce ne fut que grâce à la direction des frères que le bateau parvint à Port Mahon. Il entra en service peu après, comme le britannique HMS Genereux. Keith donna le crédit de la victoire à Nelson, bien que ce dernier fasse l'éloge de Harrington et Peard pour la découverte du convoi français et l'engagement de la bataille. La présence d'un escadron britannique au large de Malte lors de l'arrivée du convoi français était principalement une question de chance, tandis que Ball l'attribua à Nelson lors d'une lettre écrite à Emma Hamilton peu après la bataille :

« Nous pouvons réellement l'appeler Amiral envoyé des cieux, à qui le destin sourit où qu'il aille. Nous avons fait le blocus de Malte seize mois, pendant lesquels l'ennemi n'essaya jamais de se porter au secours jusqu'à ce mois. Sa seigneurie arriva ici le jour où ils étaient à quelques lieues de l'île, captura les vaisseaux principaux, de sorte qu'aucun ne parvint au port. »

Bien que satisfait du résultat de la bataille, Lord Keith donna des instructions strictes pour que Nelson reste actif aux commandes du blocus et ne retourne à Palerme sous aucun prétexte. S'il devait mouiller en Sicile, alors il devrait à la place se rendre à Syracuse. Keith mit alors le cap sur Livourne, où son vaisseau amiral fut détruit dans un feu soudain qui tua sept cents membres d'équipage, mais pas Keith qui n'était alors pas à bord.
Au début mars, Nelson était las du blocus et, en dépit des instructions de Palerme, retourna une fois de plus à Palerme, laissa le capitaine Thomas Troubridge du HMS Culloden aux commandes de l'escadron du blocus. En mars, pendant que Nelson était absent à Palerme, le navire de ligne Guillaume Tell, dernier survivant d'Aboukir, essaya de s'enfuir de Malte mais fut poursuivi et vaincu par un escadron britannique conduit par Berry sur le Foudroyant. Bien que Nelson revint brièvement en avril, le couple Hamilton étaient à bord de son navire, et l'essentiel de son temps fut passé à Marsa Sirocco en compagnie d'Emma, avec laquelle il avait entamé une relation amoureuse.
La marine français n'entreprit plus d'actions pour atteindre Malte, et tous les efforts qui s'ensuivirent des bateaux de guerre français pour s'enfuir du port furent contrés par l'escadron du blocus. Une seule frégate la Justice échappe à ses poursuivants et put passer lors d'un combat au large de Malte le 24 août 1800 et rejoindre Toulon le 1er septembre suivant. Sans le réapprovisionnement du convoi de Perrée, la famine et les maladies se propagèrent dans la garnison. À la fin août 1800, une centaine de soldats français mouraient par jour. Le 4 septembre, Vaubois capitula finalement, donnant l'île aux Britanniques, qui la gardèrent pendant 164 années.